# Місцеві вибори в Київській області 2020
Місцеві вибори в Київській області 2020 — це вибори депутатів Київської обласної ради, районних рад та міських рад Київської області, які відбулися 25 жовтня 2020 року в рамках проведення місцевих виборів у всій країні.
Вибори відбулися за пропорційною системою, в якій кандидати закріплені за 84 виборчими округами. Для проходження до ради партія повинна була набрати не менше 5 % голосів.

## Київська обласна рада[1]
| Місце | Партія                   | % голосів | Кількість голосів | Зміна % 2020 до 2015 | Усього місць |
| ----- | ------------------------ | --------- | ----------------- | -------------------- | ------------ |
| 1     | Європейська Солідарність | 19,54 %   | 98 129            | ▼ -3,19 %            | 25 / 84      |
| 2     | Слуга народу             | 16,94 %   | 85 098            | —                    | 22 / 84      |
| 3     | За майбутнє              | 10,62 %   | 53 374            | —                    | 14 / 84      |
| 4     | ВО «Батьківщина»         | 10,55 %   | 53 019            | ▼ -6,84 %            | 14 / 84      |
| 5     | ОПЗЖ                     | 6,89 %    | 34 627            | —                    | 9 / 84       |

## Вибори міських голів

### Бориспіль
Через смерть переобраного 25 жовтня 2020 мером міста Анатолія Федорчука в місті було призначено повторні вибори, де переміг висуванець партії ЄС Володимир Борисенко.

#### I тур
| Кандидат                          | %       | Голосів |
| --------------------------------- | ------- | ------- |
| 1. Володимир Борисенко («ЄС»)     | 28,41 % | 5 496   |
| 2. Владислав Байчас               | 20,61 % | 3 987   |
| 3. Володимир Кондратенко («УДАР») | 20,22 % | 3 911   |

### Біла Церква

#### I тур
| Кандидат                                | %       | Голосів |
| --------------------------------------- | ------- | ------- |
| 1. Геннадій Дикий («За майбутнє»)       | 57,58 % | 28 436  |
| 2. Микола Бабенко («Біла Церква Разом») | 25,17 % | 12 433  |
| 3. Дмитро Киришун («Слуга народу»)      | 4,55 %  | 2 247   |
| 4. Олег Денисенко («ОПЗЖ»)              | 3,33 %  | 1 643   |

### Бровари
На виборах було виявлено численні виявлення Виборчого кодексу, через що суд припинив повноваження територіальної виборчої комісії після та зобов'язав новий склад ТВК провести повторні вибори мера і депутатів міськради. Результати першим двох турів виборів було скасовано.

#### I тур
| Кандидат                                            | %       | Голосів |
| --------------------------------------------------- | ------- | ------- |
| 1. Ігор Сапожко ("Команда Сапожка «Єдність» ")      | 44,07 % | 13 798  |
| 2. Дмитро Ратніков («Слуга народу»)                 | 13,37 % | 4 186   |
| 3. Валерій Іваненко («ЄС»)                          | 12,49 % | 3 911   |
| 4. Андрій Саук («Голос»)                            | 8,09 %  | 2 533   |
| 5. Роман Сімутін («Українська стратегія Гройсмана») | 5,09 %  | 1 593   |

#### II тур[4]
| Кандидат                                       | %     | Голосів |
| ---------------------------------------------- | ----- | ------- |
| 1. Ігор Сапожко ("Команда Сапожка «Єдність» ") | 53,16 | 21 787  |
| 2. Дмитро Ратніков («Слуга народу»)            | 9,89  | 4 053   |

#### Повторні вибори
| Кандидат                                       | %       | Голосів |
| ---------------------------------------------- | ------- | ------- |
| 1. Ігор Сапожко ("Команда Сапожка «Єдність» ") | 53,16 % | 21 787  |
| 2. Олег Іваненко («ЄС»)                        | 14,70 % | 6 025   |
| 3. Дмитро Ратніков («Слуга народу»)            | 9,89 %  | 4 053   |
| 4. Андрій Саук («Голос»)                       | 7,36 %  | 3 018   |

### Фастів

#### I тур
| Кандидат                                            | %       | Голосів |
| --------------------------------------------------- | ------- | ------- |
| 1. Михайло Нетяжук («Партія Національного Егоїзму») | 39,22 % | 6 094   |
| 2. Лариса Скрипак («ЄС»)                            | 13,00 % | 2 021   |
| 3. Жанна Швидка (ВО «Батьківщина»)                  | 12,97 % | 2 016   |

### Ірпінь

#### I тур
| Кандидат                                 | %       | Голосів |
| ---------------------------------------- | ------- | ------- |
| 1. Олександр Маркушин («Нові обличчя»)   | 45,42 % | 8 332   |
| 2. Ярослав Куц («ЄС»)                    | 11,33 % | 2 078   |
| 3. Михайлина Скорик-Шкарівська («Голос») | 8,87 %  | 1 628   |

### Буча

#### I тур
| Кандидат                                | %       | Голосів |
| --------------------------------------- | ------- | ------- |
| 1. Анатолій Федорук («Слуга народу»)    | 52,59 % | 8 867   |
| 2. Катерина Українцева («ЄС»)           | 14,22 % | 2 397   |
| 3. Олександр Таможній («Єдина Громада») | 7,83 %  | 1 320   |

### Боярка

#### I тур
| Кандидат                             | %       | Голосів |
| ------------------------------------ | ------- | ------- |
| 1. Олександр Зарубін («За майбутнє») | 40,67 % | 5 957   |
| 2. Вадим Гедульянов («ЄС»)           | 23,46 % | 3 437   |
| 3. Олексій Перфілов («Слуга народу») | 9,83 %  | 1 440   |